# Music as a Weapon II
Music as a Weapon – metal alternatywny/nu metal/hard rock muzyczny objazd utworzony przez grupę muzyczną Disturbed. Odbyły się trzy takie w 2007, w tym Music as a Weapon II został zarejestrowany na żywo na CD i CD/DVD.
Nazwa "Music as a Weapon" pochodzi z utworu Disturbed "Droppin' Plates", z ich debiutanckiego albumu The Sickness: "Gonna fight the war, and use my music as a weapon".

## Uczestnicy
Music as a Weapon:
- Disturbed
- Adema
- Drowning Pool
- Stereomud
- Systematic

Music as a Weapon II:
- Disturbed
- Chevelle
- Taproot
- Unloco

Music as a Weapon III:
- Disturbed
- Flyleaf
- Nonpoint
- Stone Sour

Music as a Weapon II – zapis koncertów w 2003 i został zrealizowany w 2004. Zawiera cover utworu "Fade to Black" zespołu Metallica i "Dehumanized" (studyjna wersja pojawiła się później jako "Stricken" w 2005). DVD zawiera także video dla singla "Liberate" grupy Disturbed.

### Lista utworów
1. Disturbed – "Loading the Weapon" – 2:33
2. Disturbed – "Bound" – 3:54
3. Taproot – "Myself" – 3:36
4. Disturbed – "Dehumanized" – 3:44
5. Chevelle – "Forfeit" – 4:06
6. Disturbed – "Fade to Black" – 4:26
7. Unloco – "Empty" – 4:03
8. Taproot – "Sumtimes" – 4:42
9. Disturbed – "Darkness" – 4:02
10. Unloco – "Bruises" – 2:50
11. Disturbed – "Prayer" – 3:49
12. Chevelle – "The Red" – 3:46
13. Taproot – "Poem" – 3:20
14. Disturbed, Pete Loeffler, and Joey Duenas – "Stupify" – 4:28